# Torghud-Eli
Torghud-Eli (Torghud Ili o Terra de Torghud) fou el nom d'una comarca d'Anatòlia, a l'extrem nord-oest, donada vers 1300 per Osman I al seu general Torghud Beg o Torghud Alp, formada per İnegöl a l'est de Bursa, que el general havia conquerit o almenys havia ajudat a la seva conquesta.
El nom va desaparèixer al segle xvi.